# Liste der Wappen in der Provinz Chieti
Die Liste der Wappen in der Provinz Chieti beinhaltet alle in der Wikipedia gelisteten Wappen der Orte der Provinz Chieti in der Region Abruzzen in Italien. In dieser Liste werden die Wappen mit dem Gemeindelink angezeigt. 

## Wappen der Provinz Chieti

Provinz Chieti
Lage der Provinz in Italien

## Wappen der Orte der Provinz Chieti

Altino
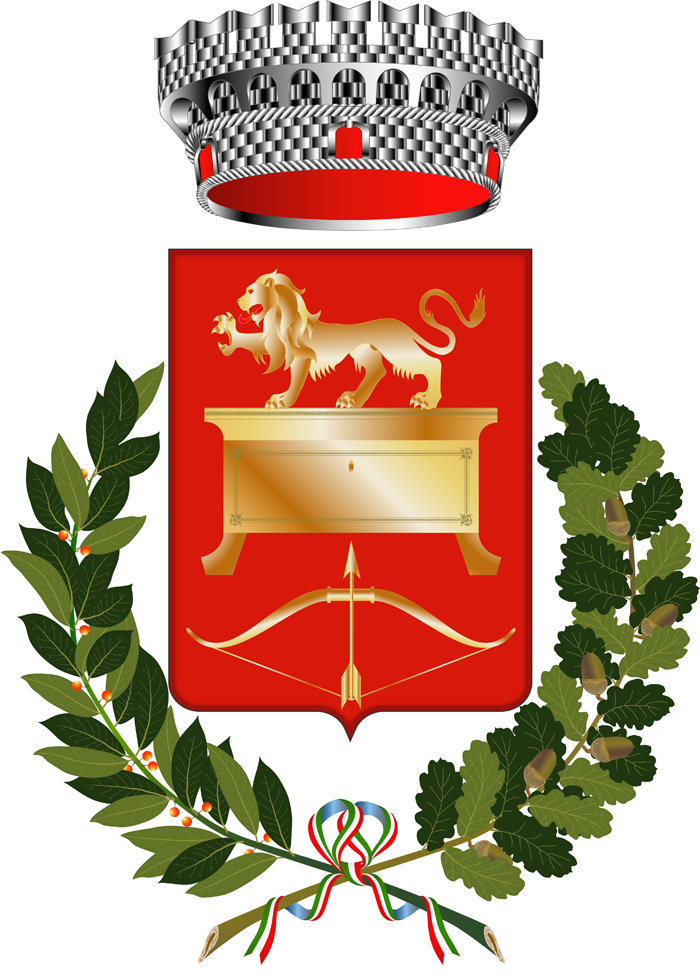
Archi
Ari
Arielli
Atessa
Bomba
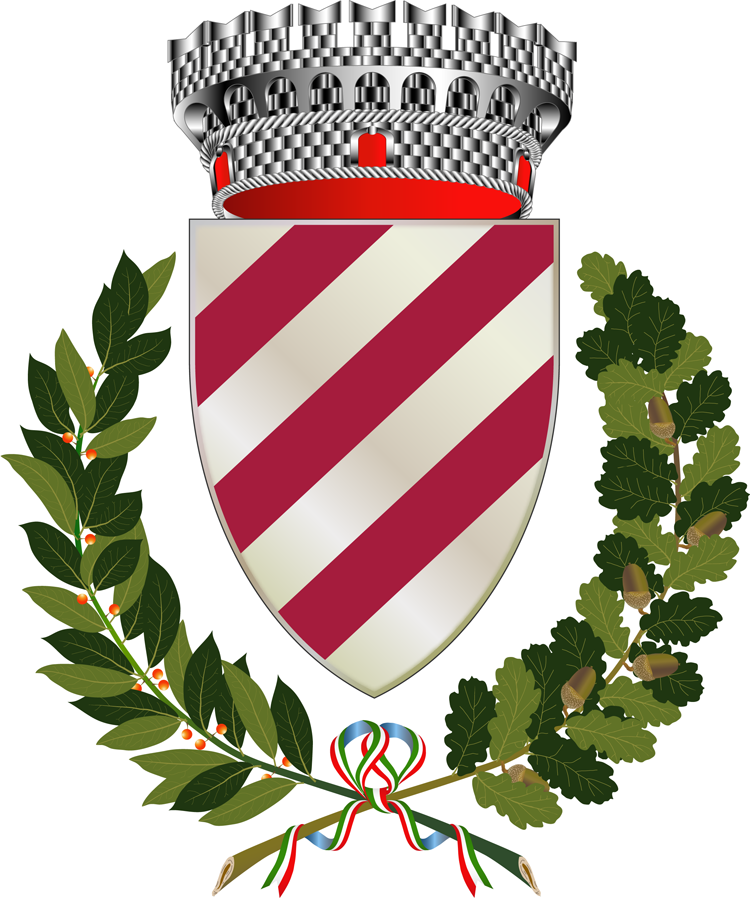
Borrello
Bucchianico
Canosa Sannita
Carpineto Sinello
Carunchio
Casacanditella
Casalanguida
Casalbordino
Casalincontrada
Casoli
Castel Frentano
Castelguidone
Castiglione Messer Marino
Celenza sul Trigno
Civitaluparella
Civitella Messer Raimondo
Colledimacine
Colledimezzo
Crecchio
Cupello
Dogliola
Fallo
Fara Filiorum Petri
Fara San Martino
Filetto
Fossacesia
Fraine
Francavilla al Mare
Fresagrandinaria
Frisa
Furci
Gamberale
Gessopalena
Gissi
Giuliano Teatino
Guardiagrele
Guilmi
Lama dei Peligni
Lanciano
Lentella
Lettopalena
Liscia
Miglianico
Montazzoli
Montebello sul Sangro
Monteferrante
Montelapiano
Montenerodomo
Monteodorisio
Mozzagrogna
Orsogna
Ortona
Paglieta
Palena
Palmoli
Palombaro
Pennadomo
Pennapiedimonte
Perano
Pietraferrazzana
Pizzoferrato
Poggiofiorito
Pollutri
Pretoro
Quadri
Rapino
Ripa Teatina
Rocca San Giovanni
Roccamontepiano
Roccascalegna
Roccaspinalveti
Roio del Sangro
Rosello
San Buono
San Giovanni Lipioni
San Giovanni Teatino
San Martino sulla Marrucina
San Salvo
San Vito Chietino
Sant’Eusanio del Sangro
Santa Maria Imbaro
Scerni
Schiavi di Abruzzo
Taranta Peligna
Tollo
Torino di Sangro
Tornareccio
Torrebruna
Torrevecchia Teatina
Torricella Peligna
Treglio
Tufillo
Vacri
Villa Santa Maria
Villalfonsina
Villamagna